# Crossroads Theatre
Crossroads Theatre est une compagnie de théâtre américaine située à New Brunswick au New Jersey. Elle se concentre pratiquement sur l'expérience des Afro-Américains et la diaspora africaine. Elle est en résidence au New Brunswick Performing Arts Center, qui a ouvert au Civic Square de la ville en 2019. Elle est fondée en 1978 et remporte en 1999 le Regional Theatre Tony Award.

## Histoire
Ricardo Khan et Lee K. Richardson se rencontrent à l'université Rutgers où ils étudient pour obtenir leur diplôme en Beaux-Arts. Après l'avoir obtenue en 1977, ils fondent la compagnie en 1978. Avec l'aide du George Street Playhouse et des subventions du programme CETA, le théâtre commence à se produire à New Brunswick et devient le premier théâtre de répertoire afro-américain professionnel du New Jersey,. En 1985, l'entreprise prospère et compte plus de 1 300 abonnés.
La compagnie fait des efforts pour attirer un public multiracial et alors qu'elle axe initialement son attention sur les reprises, en 1985, le directeur artistique Lee K. Richardson donne la priorité aux nouvelles pièces, déclarant qu'« il est temps de se concentrer sur le nouveau ».
En 2000, elle cesse temporairement ses activités de manière inattendue, mais le retour de Rick Khan et une aide pour rembourser sa dette, marque son retour. Depuis sa fondation, Crossroads Theatre a produit plus de 100 œuvres, dont beaucoup sont des premières productions d'artistes africains et afro-américains.
Les premières mondiales de Crossroads Theatre comprennent The Colored Museum, qui y est créé en 1986 avant d'être vu par des millions de téléspectateurs à la télévision publique nationale lorsqu'il est produit pour Great Performances du WNET, et Spunk, tous deux écrits par George C. Wolfe, lauréat du Tony Award.

## Héritage
En 1999, le Crossroads remporte le Tony Award du meilleur théâtre régional en reconnaissance de 20 ans d'excellence artistique.
Plus de cinquante nouvelles pièces ont eu leurs premières au Crossroads, comprenant des œuvres d'artistes comme August Wilson, Anna Deavere Smith, George C. Wolfe, Ntozake Shange, Migdalia Cruz, Ruby Dee, Ossie Davis, Linda Nieves-Powell, Rita Dove et Mbongeni Ngema.

## Productions
- The Colored Museum
- Spunk
- Jitney
- Fly
- It Ain't Nothin' But the Blues
- The Love Space Demands
- Black Eagles
- Sheila's Day
- And Further'Mo
- The Darker Face of the Earth
- Lost Creek Township
- Flyin' West
- Nomathemba
- Two Hah Hahs and a Homeboy